# Trachylepis tandrefana
Trachylepis tandrefana — вид сцинкоподібних ящірок родини сцинкових (Scincidae). Ендемік Мадагаскару.

## Поширення і екологія
Trachylepis tandrefana мешкають на заході острова Мадагаскар. Вони живуть в сухих тропічних лісах, в саванах і на луках.